# José Antonio Ardanza
José Antonio Ardanza Garro (Elorrio, 10 giugno 1941 – Gautegiz Arteaga, 8 aprile 2024) è stato un politico spagnolo.

## Biografia

### Carriera politica
Militante del Partito Nazionalista Basco (PNV), venne eletto sindaco di Mondragón (Gipuzkoa) nel corso delle elezioni comunali del 1979, le prime dopo il ritorno alla democrazia in Spagna. Nel 1983 assunse poi la carica di presidente del Consiglio provinciale della provincia basca di Gipuzkoa.

### Lehendakari del governo basco (1985-1999)
In seguito alle dimissioni di Carlos Garaikoetxea, causate da una scissione interna al PNV che diede vita alla nuova formazione politica di Eusko Alkartasuna, nel 1985 venne nominato Lehendakari (presidente del governo basco) dal proprio partito.
La sua appartenenza all'ala moderata del partito nazionalista basco portò ad una lunga collaborazione tra lo stesso PNV ed i socialisti baschi, situazione concretizzatasi con un governo di coalizione tra il 1986 e il 1998.
In seguito riuscì ad essere rieletto sia nel 1990 che nel 1994 anche grazie all'appoggio del Partito socialista basco, a cui venne assegnata la vicepresidenza con Ramon Jauregui.
Il suo mandato fu caratterizzato sia da un forte impulso all'auto-governo basco (tra cui la distribuzione territoriale della Ertzaintza, la polizia basca), sia dalla firma del Patto di Ajuria Enea (1988), nel quale si dichiarò l'unità di intenti da parte di tutti i principali partiti politici baschi nel condannare la violenza terroristica dell'ETA, con la conseguente esclusione di Herri Batasuna.
Nel maggio 1995 inaugurò il tratto autostradale A-15, collegante San Sebastián a Pamplona.
Nel 1996 incontrò Javier Otano, presidente del governo di Navarra, al fine di creare un organismo comune che potesse legare le tre province dei Paesi Baschi con la Navarra stessa, pur rispettando l'identità delle singole comunità. Tuttavia la caduta del governo navarro impedì la realizzazione del progetto. Dopo l'incontro tra Ardanza ed Otano i presidenti delle due comunità non si incontrarono più fino al 2009, quando Patxi López (PSE-EE) e Miguel Sanz (UPN) si diedero appuntamento per discutere delle comuni problematiche.
Nel febbraio 1998 promosse un piano di pace, comunemente conosciuto come Piano Ardanza, proponente un dialogo "senza confini" tra i partiti baschi estranei ad attività terroristiche, alla ricerca di un nuovo consenso, anche giuridico, per i Paesi Baschi.
Dopo aver annunciato la propria volontà di non ricandidarsi al termine del suo mandato, il 2 gennaio 1999 Ardanza venne sostituito alla guida del governo basco dall'allora vicepresidente Juan José Ibarretxe.
Abbandonata la politica, divenne presidente della Euskaltel, società di telecomunicazioni basca, posizione ricoperta fino al 2011.